# Lepsimando
Lepsimando (en griego, Ληψίμανδος) fue una antigua ciudad griega de Caria. 
Perteneció a la Liga de Delos puesto que aparece mencionada en los registro de tributos a Atenas de los años 453/2 y 440/39 a. C. donde pagaban un phoros de 1000 o 1500 dracmas. También se cita en los decretos de tasación de tributos a Atenas de los años 425/4 y 410/9 a. C. Es mencionada también por Esteban de Bizancio.
Se desconoce su localización exacta, pero por los testimonios epigráficos debió estar situada en la parte sur del golfo de Yaso. Se ha sugerido que pudo haber estado situada en la pequeña isla de Kalolimnos y también en la de Salih Adası (esta última ha sido propuesta también como la localización de Tarampto).